# La travessia
La travessia (títol original en noruec, Flukten over grensen) és una pel·lícula noruega de thriller familiar del 2020 dirigida per Johanne Helgeland. El guió, escrit per Maja Lunde, està extret de la seva novel·la Over Grensen publicada abans de la producció de la pel·lícula. La trama està ambientada durant la Segona Guerra Mundial i la pel·lícula segueix dos nens jueus que fugen dels nazis a Noruega cap a Suècia. S'ha doblat al valencià per a À Punt; també s'ha subtitulat al català central.
La pel·lícula va guanyar la categoria de millor pel·lícula infantil als premis Amanda 2020 i també va ser nominada a la categoria de millor guió per Maja Lunde.